# Two Much – Eine Blondine zuviel
Two Much – Eine Blondine zuviel (Originaltitel: Two Much) ist eine US-amerikanisch-spanische Filmkomödie von Fernando Trueba aus dem Jahr 1995 nach einem Roman von Donald E. Westlake. Der Stoff wurde bereits einmal 1984 unter dem Titel Der Zwilling mit Pierre Richard verfilmt. In der Neuverfilmung sind Antonio Banderas, Melanie Griffith und Daryl Hannah in den Hauptrollen zu sehen.

## Handlung
Der in Miami lebende machohafte Art Dodge ist Besitzer einer Kunstgalerie. Er lebt in einer Beziehung mit der vermögenden Betty Kerner. Als er ihre Schwester Liz kennenlernt, verliebt er sich auch in die zweite Frau. Art erfindet einen sensiblen Zwillingsbruder, der um Liz wirbt. Seine Assistentin Gloria zwingt er häufig, ihm beim Betrug zu helfen. Gloria verspottet offen die Spielchen, sie weigert sich, die für den fiktiven Bruder hinterlassene Nachricht an Art weiterzuleiten.
Betty stellt während ihrer Hochzeit mit Art fest, dass sie Gene liebt und bricht die Hochzeit ab. Liz erfährt, dass es in der Wirklichkeit keinen Zwillingsbruder gibt. Art übergibt seine Kunstgalerie an Gloria, die sie weiter führt. Liz ist zuerst sauer auf Art, dann trifft sie ihn am Rande einer Veranstaltung und verzeiht ihm.

## Kritiken
James Berardinelli bezeichnete die Komödie auf ReelViews als „gehirnlos“ („brainless“), das Sehen des Films als eine „grausige Erfahrung“ („grueling experience“), die sogar die Fans von Antonio Banderas nicht zufriedenstellen könnte. Er lobte nur die Leinwandpräsenz von Danny Aiello.
Roger Ebert schrieb in der Chicago Sun-Times vom 15. März 1996, die Komödie würde einer Art angehören, die wahrscheinlich das schwierigste Filmgenre darstelle. Der Film würde einige Elemente einer guten Komödie beinhalten, die aber keinen lustigen Film ausmachen würden.
Das Lexikon des internationalen Films bezeichnet den Film als „unterhaltsame Verwechslungskomödie im Stil alter Screwball-Komödien, die nach der temporeichen Einleitung aber nicht mehr viel zu bieten hat und ganz auf Slapstick und Klamauk setzt.“

## Auszeichnungen
Antonio Banderas erhielt 1997 eine Nominierung als Bester Schauspieler für den spanischen Filmpreis Goya. Melanie Griffith und Daryl Hannah wurden 1997 als Schlechteste Schauspielerin und Schlechteste Nebendarstellerin für die Goldene Himbeere nominiert.